# Płazówka (województwo podkarpackie)
Płazówka – wieś w Polsce położona w województwie podkarpackim, w powiecie kolbuszowskim, w gminie Dzikowiec.
| SIMC    | Nazwa     | Rodzaj    |
| ------- | --------- | --------- |
| 0662089 | Kąty      | część wsi |
| 0662095 | Księżyzna | część wsi |
| 0662103 | Zagrody   | część wsi |

Wieś jest podzielona pomiędzy dwie rzymskokatolickie parafie: parafię św. Mikołaja w Dzikowcu oraz parafię pw. Niepokalanego Serca Najświętszej Maryi Panny w Kopciach należących do dekanatu Raniżów w diecezji sandomierskiej.
W latach 1975–1998 miejscowość administracyjnie należała do województwa rzeszowskiego.
W okolicy wsi znajduje się dolina zwana Polana Płazówka.
W 1896 w Płazówce urodził się Józef Ziemba, sierżant Wojska Polskiego, kawaler Orderu Virtuti Militari.